# Todor Barzov
Todor Ivanov Barzov (Bulgaars : Тодор Иванов Барзов) (Dolna Mitropolija, 21 februari 1953) is een voormalig Bulgaars voetballer. Hij speelde bij Spartak Pleven, Levski Sofia, Doxa Drama, Panionios G.S.S. en  Apollon Limasol.

## Loopbaan
Barzov was een bekend persoon in een vrije trap en scoorde talloze doelpunten vanuit verschillende posities, in een carrière die bijna 18 jaar duurde.
Barzov maakt zijn debuut in 1972 bij een Bulgarije. hij speelde 18 wedstrijden en hij heeft 2 doelpunten gescoord.
Na zijn spelersloopbaan werd kortstondig Barzov trainer. In 1994 werd hij eindverantwoordelijke van AO Kavala.